# Raphaël Dubois
Raphaël Horatio Dubois (Le Mans, 20 de junio de 1849-Tamaris-sur-Mer, 21 de enero de 1929) fue un farmacólogo francés conocido por su trabajo en el área de la bioluminiscencia y la anestesia.

## Reseña biográfica
Dubois comenzó sus estudios de medicina en la Facultad de Medicina de Tours, donde también fue docente de la botánica y la química en 1868 y 1869. Después de servir en el ejército en la guerra franco-prusiana, regresó a estudiar en París. Él presentó su tesis M.D. en 1876. En 1882 Dubois se convirtió en Preparador (préparateur) para el curso de fisiología enseñó en la Sorbona de Paul Bert y Albert Dastre. Desde 1883 hasta 1886 fue director adjunto del laboratorio de óptica fisiológica en la Sorbona. Dubois se doctoró en ciencias en 1886. y en febrero de 1887 fue nombrado profesor de fisiología general y comparada en la Facultad de Ciencias de Lyon. También fue director de la Estación de Biología Marina de la Universidad de Lyon en Tamaris-sur-Mer.

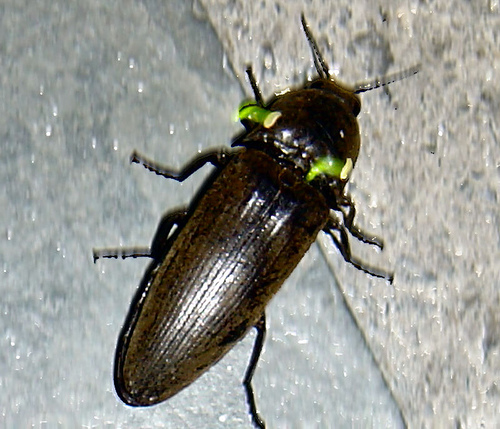
Tuco o coyuyo del género Pyrophorus

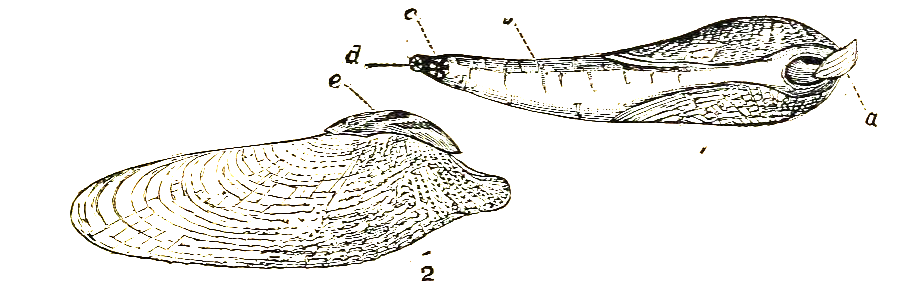
Concha del Bivalvo Pholas dactylus

Los intereses como fisiólogo de Dubois fueron muy amplios, y estudió una variedad de tipos de animales, tanto vertebrados como invertebrados. Él es el más recordado por sus estudios pioneros sobre la hibernación y, sobre todo, por su trabajo en bioluminiscencia. Henri Regnault y Reiset Jules había trabajado previamente en hibernación, pero Dubois realizó estudios exhaustivos sobre la marmota en estado de hibernación, la medición de la tasa de metabólica, los cambios de respiración ", la temperatura y la presión parcial de los gases en sangre. Su trabajo lo llevó a creer que el inicio de la hibernación se debió a la acumulación de una cantidad fija de CO2 en la sangre.
En 1884 Dubois comenzó a trabajar en la bioluminiscencia de la luciérnaga tropical Pyrophorus. Antes de sus investigaciones al estudio de la bioluminiscencia había tenido una historia accidentada. Robert Boyle había demostrado en 1667 que los gusanos de luz deja de emitir luz cuando se coloca en el vacío y que la luz volverá en el aire. Rudolf A. van Koelliker y Franz von Leydig había estudiado la estructura fina de los órganos luminosos de la luciérnaga en el año 1857. y Louis Pasteur (1864) y E. Ray Lankester (1870) se interesaron en la bioluminiscencia y realizaron estudios de los espectros de la luz emitida. Fue Dubois, sin embargo, que colocó la investigación química de la luminiscencia sobre una base firme. Él refutó la versión de que el fósforo tenía función en la bioluminiscencia, y la reemplazó con la evidencia de que el proceso estaba relacionado con la oxidación enzimática de un compuesto bioquímico específico, que él nombró luciferina. Él estableció el sistema luciferina-luciferasa en la luciérnaga del género Pyrophorus y en el molusco bioluminiscente Pholas dactylus. Su trabajo detallado se resume en dos trabajos publicados en 1886 y el del bivalvo en 1892. Una explicación más popular de sus descubrimientos. “La vie et la lumière”, fue publicado en 1914, el año de su jubilación Después de la Primera Guerra Mundial y en sus últimos años, Dubois, como muchos de su generación, comenzó a preocuparse por la naturaleza de la agresión y la guerra. Ha publicado varios libros sobre estos temas y el pacifismo
En otro campo en el que destacó Raphaël Horacio Dubois fue el de la anestesiología en el cual diseñó hacia 1884 una máquina anestésica, que era tan grande como una caja de sombreros. Se operaba por un mango y la misma suministraba un volumen medido de aire al que de se inyectaba por una bomba una cantidad medida de cloroformo líquido. La mezcla resultante se sopla a través de un tubo de goma largo de una máscara sin válvulas. El dispositivo continuamente podría entregar un volumen constante de gas (20 L) en una concentración de cloroformo en el aire conocido (6, 8 o 10%). Dicho aparato tubo poca aceptación para la época pero se utilizó en varios hospitales de Francia donde Dubois tenía cierta influencia.